# Ropica
Ropica är ett släkte av skalbaggar. Ropica ingår i familjen långhorningar.

## Bildgalleri

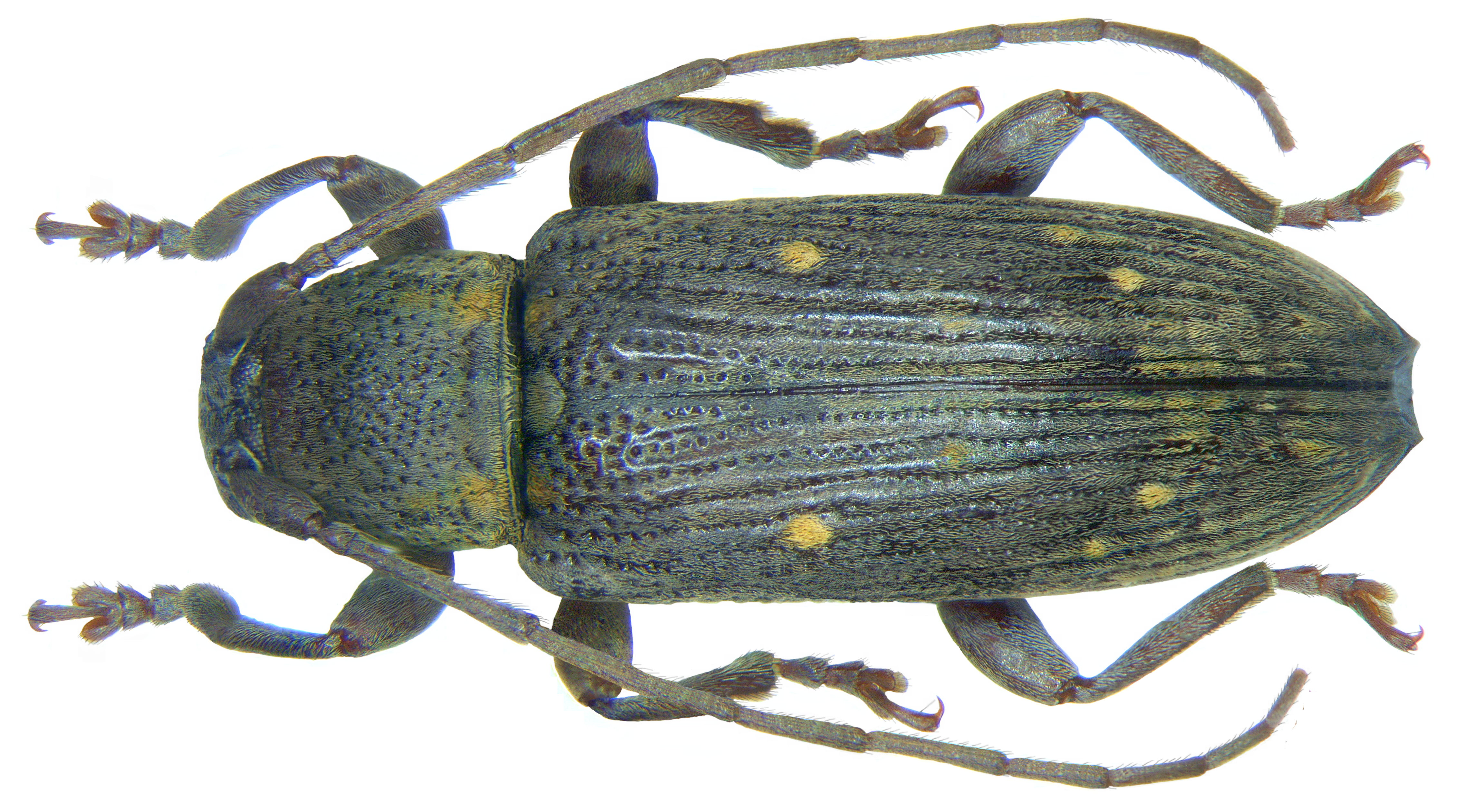
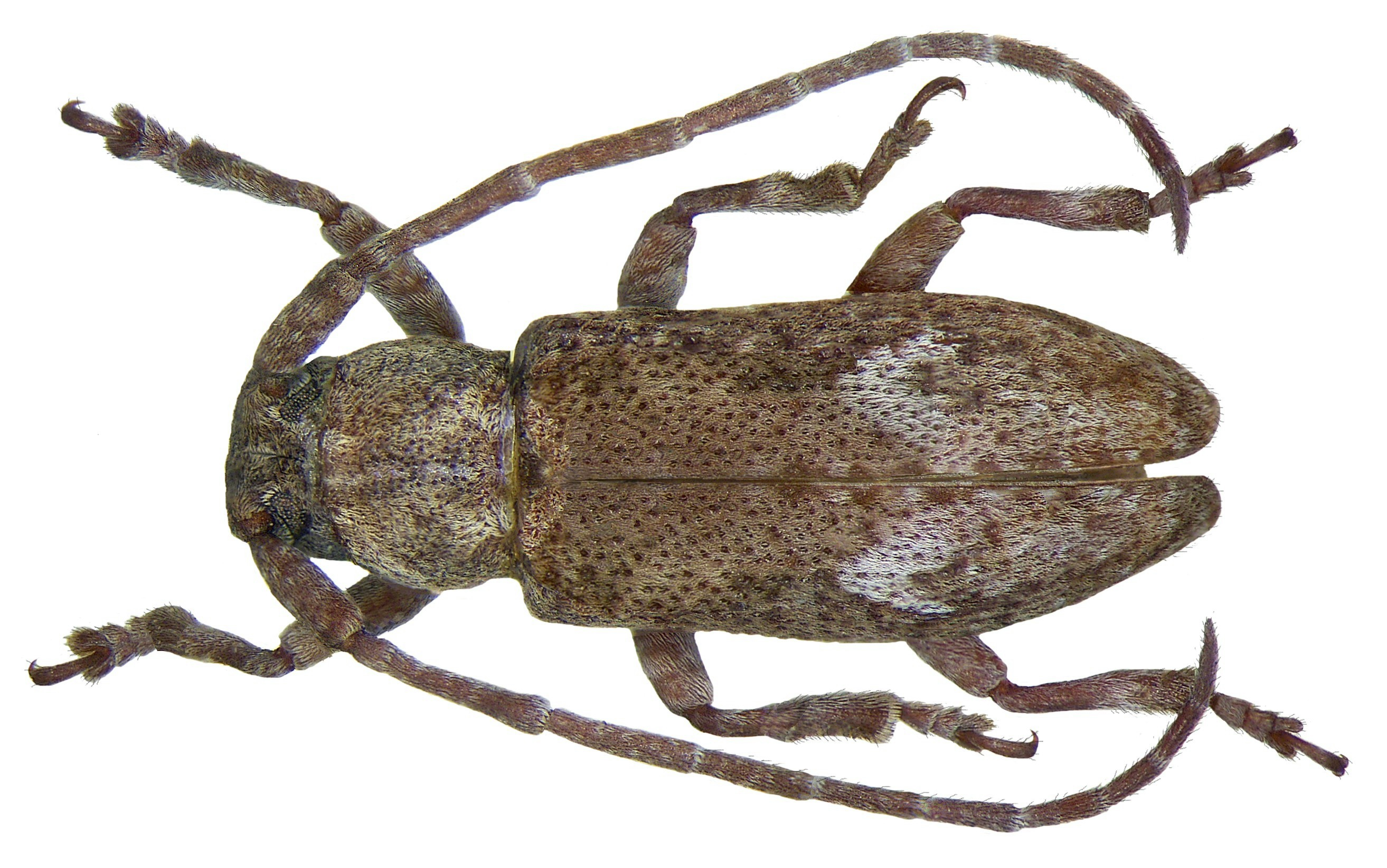
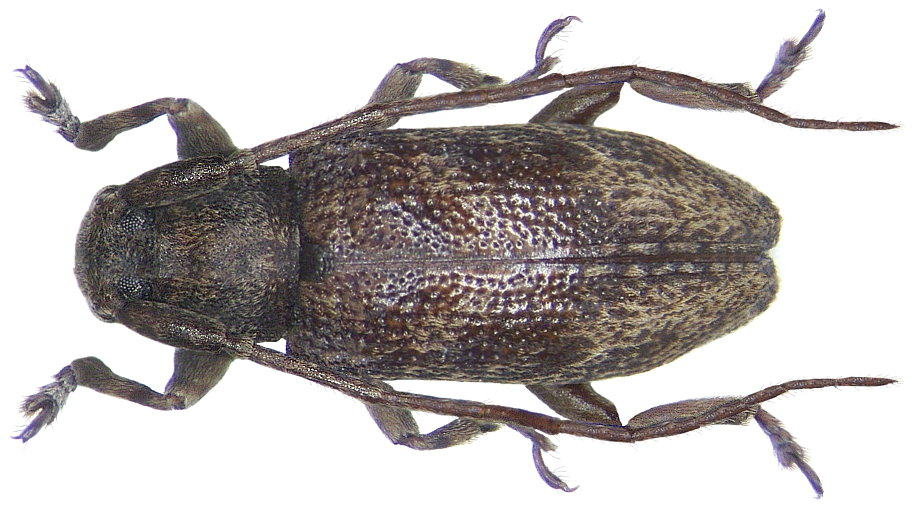
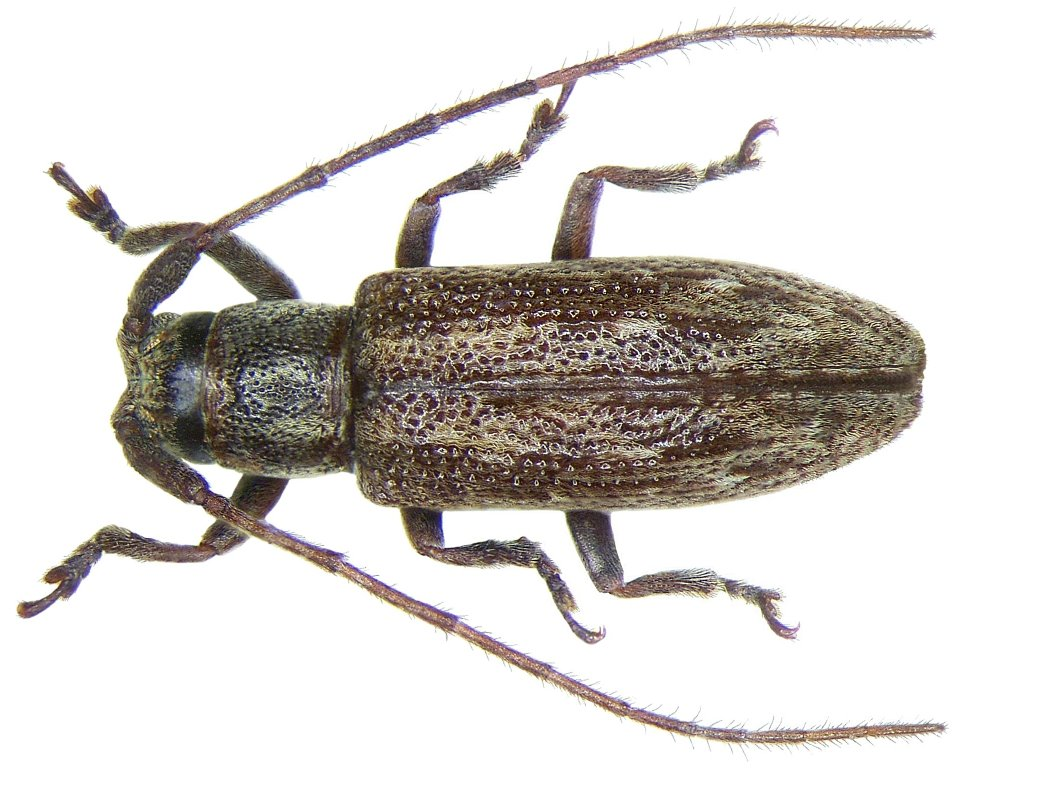

## Dottertaxa tillRopica, i alfabetisk ordning[1]
- Ropica affinis
- Ropica africana
- Ropica albomaculata
- Ropica albomarmorata
- Ropica alboplagiata
- Ropica albostictipennis
- Ropica albotecta
- Ropica albovariegata
- Ropica analis
- Ropica andamana
- Ropica angusticollis
- Ropica annamensis
- Ropica assamensis
- Ropica assimilis
- Ropica baloghi
- Ropica barbieri
- Ropica basicristata
- Ropica batchianensis
- Ropica beccarii
- Ropica bicarinatipennis
- Ropica bicostata
- Ropica bicristata
- Ropica bifuscoplagiata
- Ropica binhana
- Ropica biplagiata
- Ropica biroi
- Ropica bisbilineata
- Ropica borneotica
- Ropica brunnea
- Ropica caenosa
- Ropica carinipennis
- Ropica celebensis
- Ropica ceylonica
- Ropica chinensis
- Ropica congoana
- Ropica congolensis
- Ropica coomani
- Ropica coreana
- Ropica crassepuncta
- Ropica cruciata
- Ropica cunicularis
- Ropica densealbostictica
- Ropica densepunctata
- Ropica didyma
- Ropica dissonans
- Ropica duboisi
- Ropica elongatula
- Ropica evitata
- Ropica exigua
- Ropica exocentroides
- Ropica forticornis
- Ropica fouqueti
- Ropica fruhstorferi
- Ropica fulvostictica
- Ropica fuscicollis
- Ropica fuscobiplagia
- Ropica fuscobiplagiatipennis
- Ropica fuscobivittata
- Ropica fuscolaterimaculata
- Ropica fuscomaculata
- Ropica fuscoplagiata
- Ropica fuscosignata
- Ropica fuscovariegata
- Ropica gardneri
- Ropica ghanaensis
- Ropica ghesquierei
- Ropica granuliscapa
- Ropica griseomarmorata
- Ropica grossepunctata
- Ropica hayashii
- Ropica hebridarum
- Ropica hoana
- Ropica honesta
- Ropica ignobilis
- Ropica illiterata
- Ropica immista
- Ropica indica
- Ropica indigna
- Ropica ituriensis
- Ropica japonica
- Ropica javana
- Ropica javanica
- Ropica kasaiensis
- Ropica kaszabi
- Ropica kenyensis
- Ropica keyensis
- Ropica lachrymosa
- Ropica laevicollis
- Ropica latepubens
- Ropica laterifusca
- Ropica lineatithorax
- Ropica lombokensis
- Ropica longula
- Ropica loochooana
- Ropica luzonica
- Ropica marmorata
- Ropica mediofasciata
- Ropica neopomeriana
- Ropica ngauchilae
- Ropica nicobarica
- Ropica nigroscutellaris
- Ropica nigroscutellata
- Ropica nigrovittata
- Ropica nodieri
- Ropica obliquebilineata
- Ropica obliquelineata
- Ropica ochreomaculata
- Ropica palauana
- Ropica palawanica
- Ropica papuana
- Ropica paruniformis
- Ropica pedongensis
- Ropica philippinensis
- Ropica piperata
- Ropica postmaculata
- Ropica postnigromaculata
- Ropica principis
- Ropica proxima
- Ropica pseudosignata
- Ropica punctiscapa
- Ropica pygmaea
- Ropica quadricristata
- Ropica rivulosa
- Ropica robusta
- Ropica rondoni
- Ropica rosti
- Ropica rufonotata
- Ropica rugiscapa
- Ropica salomonum
- Ropica samoana
- Ropica schurmanni
- Ropica sechellarum
- Ropica servilis
- Ropica shortlandensis
- Ropica signata
- Ropica signatoides
- Ropica siporensis
- Ropica sparsepunctata
- Ropica sparsepuncticollis
- Ropica sparsepunctiscapus
- Ropica squamosa
- Ropica squamulosa
- Ropica stolata
- Ropica strandi
- Ropica subaffinis
- Ropica sublineata
- Ropica subnotata
- Ropica sumatrensis
- Ropica tamborensis
- Ropica tentata
- Ropica theresae
- Ropica thomensis
- Ropica timorlautensis
- Ropica toekanensis
- Ropica tongae
- Ropica transversemaculata
- Ropica trichantennalis
- Ropica tsushimensis
- Ropica umbrata
- Ropica unicolor
- Ropica uniformis
- Ropica unifuscomaculata
- Ropica wallisi
- Ropica variabilis
- Ropica varicolor
- Ropica variegata
- Ropica varipennis
- Ropica vinacea
- Ropica vitiana
- Ropica vittata
- Ropica yapana